# Hualqui
Hualqui è un comune del Cile della provincia di Concepción nella Regione del Bío Bío. Al censimento del 2002 possedeva una popolazione di 18.768 abitanti.

## Storia
Fu fondata nella seconda metà degli anni '50 del XVIII secolo, ad opera dal governatore del Cile don Manuel Amat y Yunyent. 

## Società

### Evoluzione demografica
| Censimento del 1992 | Censimento del 2002 |
| 16.156 ab.          | 18.768 ab.          |